# Лисиевский, Кристоф Фридрих Рейнгольд
Кристоф Фридрих Рейнгольд Лисиевский (нем. Christoph Friedrich Reinhold Lisiewsky, пол. Christoph Friedrich Reinhold Lisiewski; 3 июня 1725, Берлин — 11 июня 1794[…], Людвигслюст, Мекленбург — Передняя Померания) — немецкий художник-портретист, польского происхождения.

## Биография

Герб Лисиевских — Дрыя

Родился в Берлине, тогда — столице королевства Пруссия. Представитель польского шляхетского рода герба Дрыя. Сын художника-портретиста Георга Лисиевского (1674—1750). Брат художниц Анны Доротеи, в браке Тербуш (также известна, как Лисиевская-Тербуш; 1721—1782) и Анны Розины, во втором браке де Гаск (1713—1783).
Учился живописи у своего отца в Берлине. В 1770-е годы проживал там же, и руководил собственной мастерской совместно с сестрой, Анной Доротеей Тербуш, которая к тому моменту ушла от мужа. Также посещал Дрезден и Лейпциг (в те дни находившиеся в другой стране — королевстве Саксония), чтобы получить больше заказов на исполнение портретов. 
В 1778 году Кристоф узнал о кончине своего племянника, сына своей второй сестры-художницы, Анны-Розины, Георга Давида Матьё, который занимал официальную должность придворного художника в герцогстве Мекленбург-Шверин. Анна Розина, которая к тому времени являлась придворной художницей в княжестве Ангальт-Цербст, при дворе брата русской императрицы Екатерины Второй, добилась, чтобы должность её покойного сына в Мекленбург-Шверине перешла к его дяде (и её родному брату) Кристофу. 
После этого Кристоф переехал в Мекленбург-Шверин, где жил и работал в Людвигслусте — резиденции владетельного герцога Фридриха Благочестивого. В 1783 году он стал почетным членом Прусской академии художеств в Берлине. Ободрённый этим успехом, Кристоф попытался занять должность придворного художника в Берлине но получил отказ, и вынужден был остаться в довольно маленьком и «менее престижном» Мекленбурге, где занимал должность придворного художника 18 лет, вплоть до смерти. 
Несмотря на то, что при жизни Кристофа Лисиевского критиковали из-за медлительности (для создания одного портрета модели требовалось позировать ему 24 дня), сегодня его творческое наследие включает в себя достаточно большое число портретов, которые хранятся в коллекциях ряда музеев Германии. 
Кристоф Лисиевский был женат. Его дочь, Фридерика Юлия Лисиевская, тоже стала художницей.

## Галерея

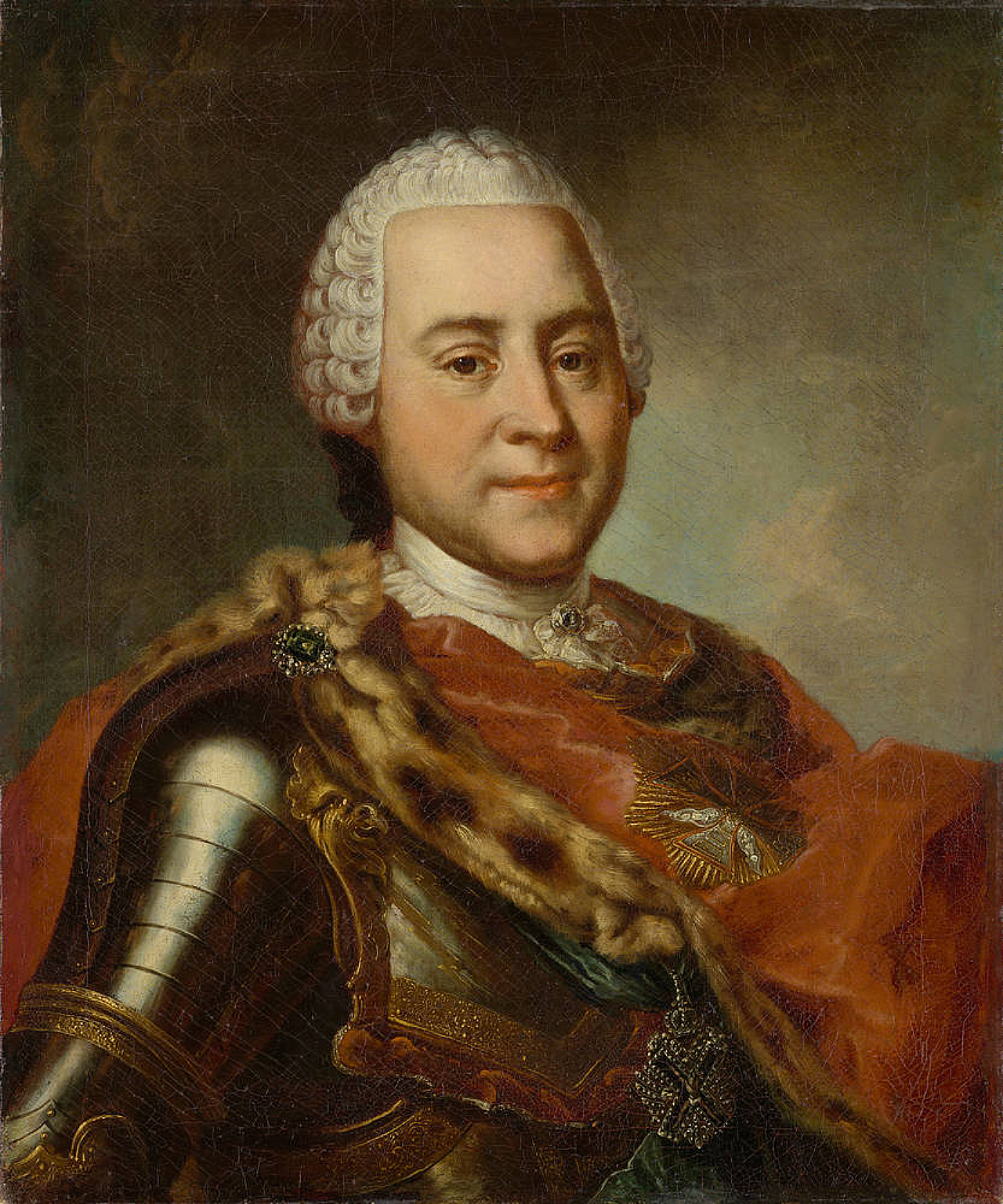
Портрет саксонского первого министра Генриха фон Брюля. Дрезденская галерея.
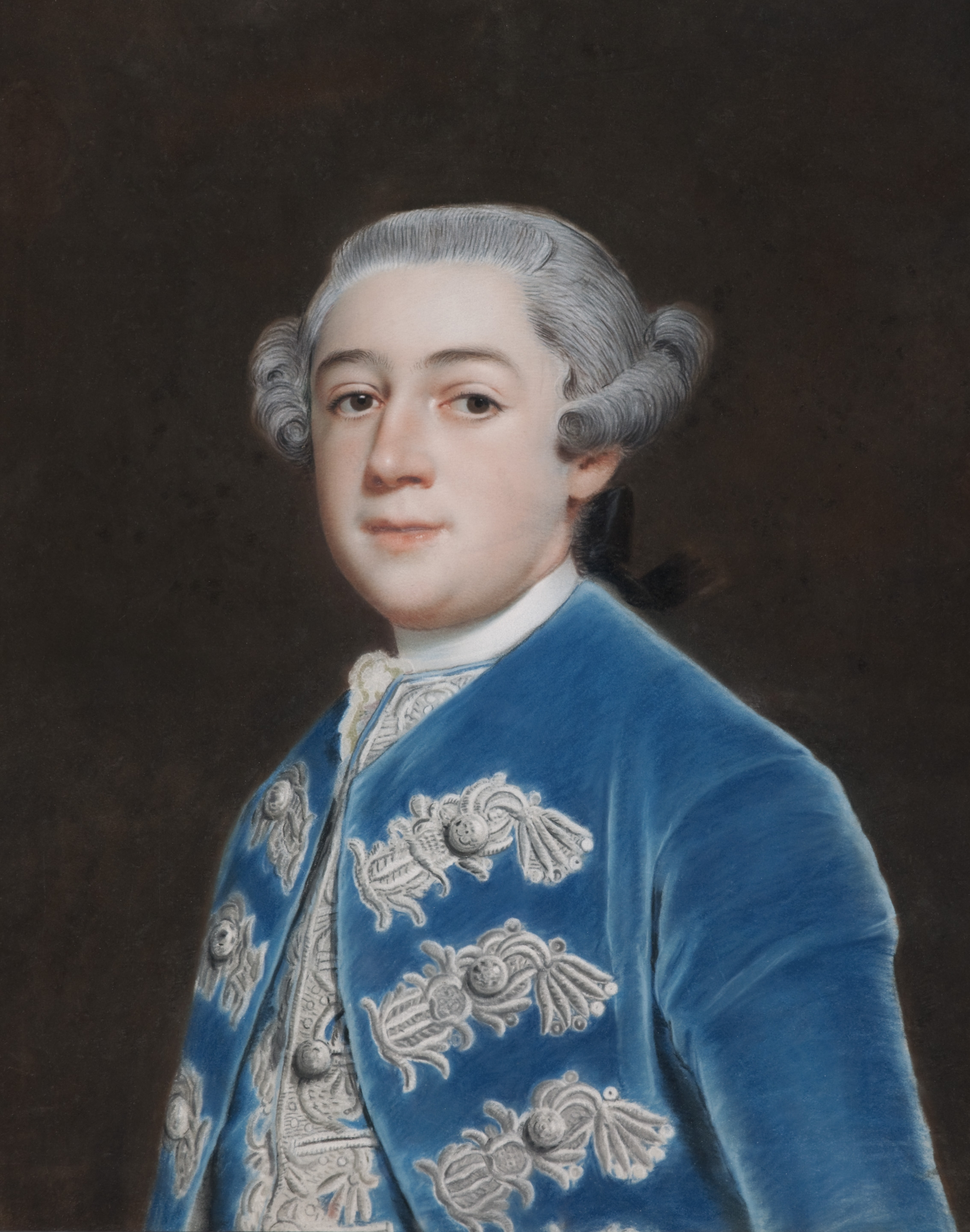
Портрет Леопольда III Фридриха Франца Ангальт-Дессауского. Дворец Мозигкау, город Дессау, Саксония-Ангальт.
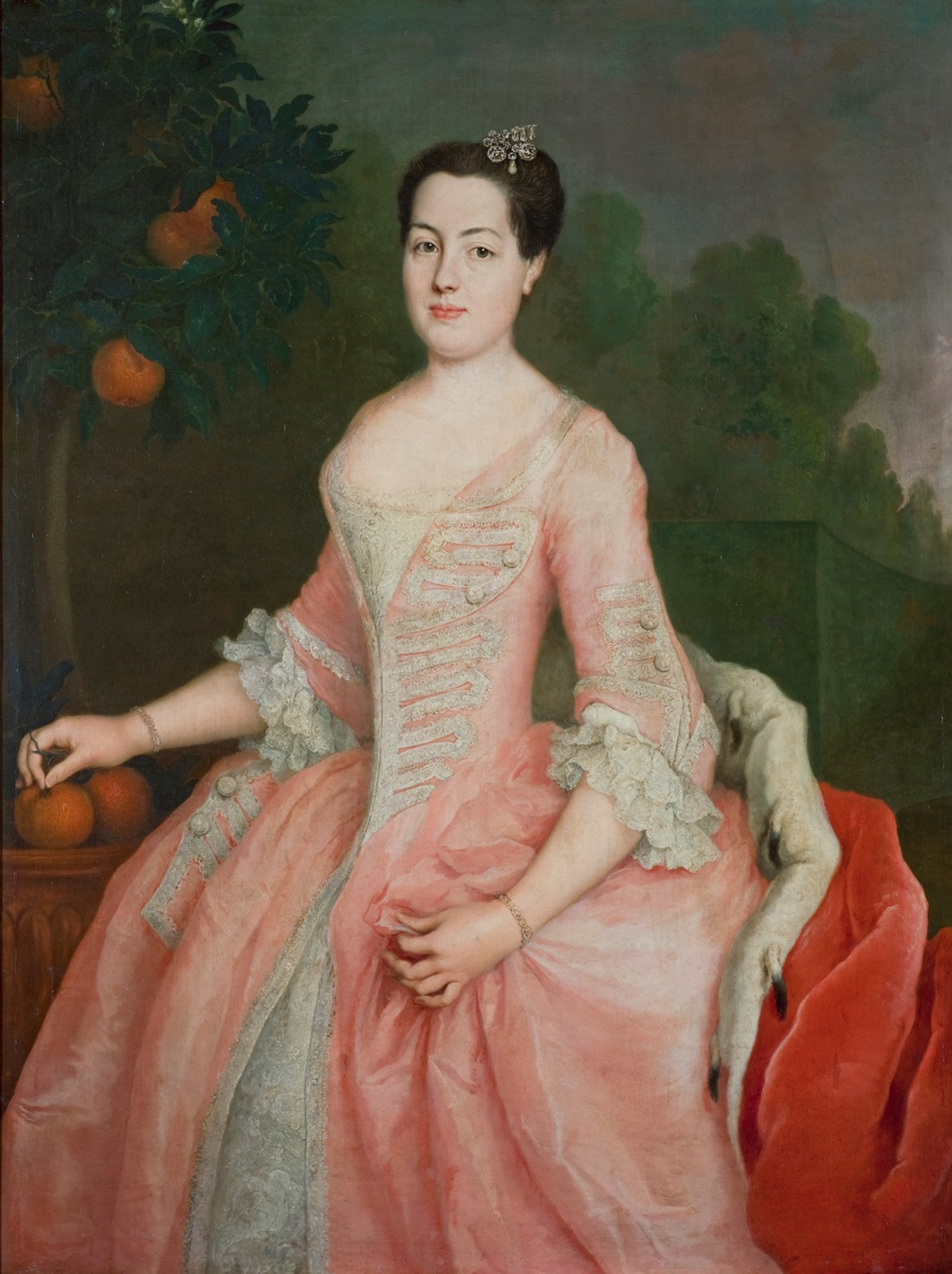
Портрет Анны Вильгельмины Ангальт-Дессауской. Дворец Мозигкау, город Дессау, Саксония-Ангальт.
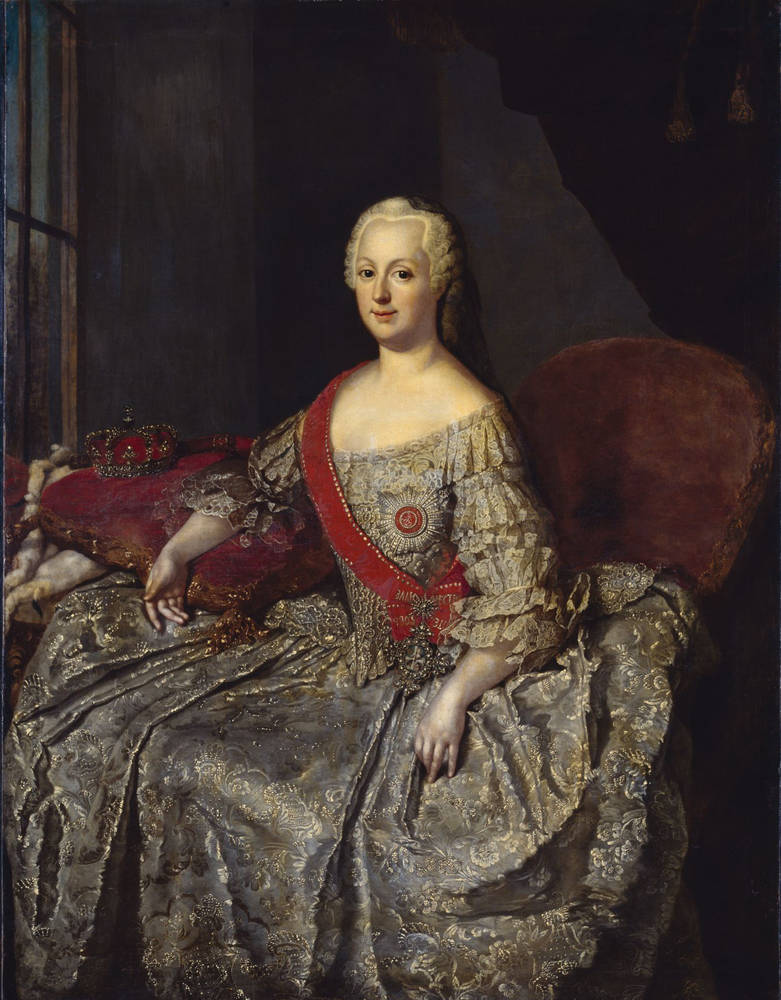
Портрет Иоганны Елизаветы Гольштейн-Готторпской, матери Екатерины Второй. Дрезденская галерея.